# Leonard Grey, I visconte Grane

Stemma della famiglia Grey

Leonard Grey (1478 – Londra, 28 luglio 1541) è stato un nobile e politico inglese.

## Biografia
Era figlio di Thomas Grey, I marchese di Dorset e dell'ereditiera Cecily Bonville, VII baronessa Harington.
Sua nonna paterna era la regina Elisabetta Woodville, la quale dopo esser rimasta vedova del primo marito John Grey di Groby aveva sposato Edoardo IV d'Inghilterra. Sebbene il matrimonio fosse malvisto dalla nobiltà inglese per via del rango sociale inferiore dei Woodville, la famiglia Grey poté beneficiare dell'influenza di Elisabetta fin quando fu in vita re Edoardo. Fu così possibile per Thomas Grey sposare la ricca ereditiera Cecily Bonville.
Alla morte del padre nel 1501, il titolo passò al figlio maggiore Thomas. Leonard, figlio cadetto, iniziò invece la carriera militare riuscendo a farsi conferire da Enrico VIII d'Inghilterra il posto da comandante dell'esercito nella campagna contro i ribelli irlandesi nel 1535. L'Irlanda infatti non riconosceva la supremazia del re a capo della chiesa d'Inghilterra ma quella del papa. L'azione di Grey nel paese, svoltasi sotto istruzione di Enrico VIII, si disse che fu così cruenta che accorciò la vita al Lord Deputato d'Irlanda William Skeffington.
Come ricompensa per il lavoro svolto, Grey venne creato visconte Graney, ossia pari d'Irlanda, il 2 gennaio 1536.
Qualche anno dopo Grey venne accusato di aver permesso la fuga del nipote Gerald FitzGerald, XI conte di Kildare, figlio di sua sorella Elizabeth, in Francia nel 1539. Nonostante avesse strenuamente negato il coinvolgimento, fu accusato di alto tradimento e giustiziato alla Torre il 28 luglio 1541 per ordine dello stesso Enrico VIII.
Lasciò una vedova, Eleanor Sutton, figlia di Edward Sutton, II barone Dudley.

## Ascendenza
|                                          |                  |                                          | Genitori                                 |  |  | Nonni |  |  | Bisnonni                             |  |  | Trisnonni     |  |
|                                          |                  |                                          |                                          |  |  |       |  |  | Edward Grey, Barone Ferrers di Groby |  |  | Reginald Grey |  |
|                                          |                  |                                          |                                          |  |  |       |  |  | Edward Grey, Barone Ferrers di Groby |  |  | Reginald Grey |  |
|                                          |                  | Joan Astley                              |                                          |  |  |       |  |  | Edward Grey, Barone Ferrers di Groby |  |  |               |  |
| John Grey di Groby                       |                  |                                          |                                          |  |  |       |  |  | Edward Grey, Barone Ferrers di Groby |  |  |               |  |
|                                          |                  | Elizabeth Ferrers                        | Henry Ferrers, V barone Ferrers di Groby |  |  |       |  |  |                                      |  |  |               |  |
|                                          |                  | Elizabeth Ferrers                        | Henry Ferrers, V barone Ferrers di Groby |  |  |       |  |  |                                      |  |  |               |  |
|                                          |                  | Elizabeth Ferrers                        | Isabel Mowbray                           |  |  |       |  |  |                                      |  |  |               |  |
| Thomas Grey, I marchese di Dorset        |                  | Elizabeth Ferrers                        |                                          |  |  |       |  |  |                                      |  |  |               |  |
|                                          |                  | Richard Woodville                        | Richard Wydevill                         |  |  |       |  |  |                                      |  |  |               |  |
|                                          |                  | Richard Woodville                        | Richard Wydevill                         |  |  |       |  |  |                                      |  |  |               |  |
|                                          |                  | Richard Woodville                        | Elizabeth Bodulgate                      |  |  |       |  |  |                                      |  |  |               |  |
| Elisabetta Woodville                     |                  | Richard Woodville                        |                                          |  |  |       |  |  |                                      |  |  |               |  |
|                                          |                  | Giacometta di Lussemburgo                | Pietro I di Lussemburgo-Saint Pol        |  |  |       |  |  |                                      |  |  |               |  |
|                                          |                  | Giacometta di Lussemburgo                | Pietro I di Lussemburgo-Saint Pol        |  |  |       |  |  |                                      |  |  |               |  |
|                                          |                  | Giacometta di Lussemburgo                | Margherita del Balzo                     |  |  |       |  |  |                                      |  |  |               |  |
| Leonard Grey, I visconte Grane           |                  | Giacometta di Lussemburgo                |                                          |  |  |       |  |  |                                      |  |  |               |  |
|                                          | William Bonville | William Bonville, I barone Bonville      |                                          |  |  |       |  |  |                                      |  |  |               |  |
|                                          | William Bonville | William Bonville, I barone Bonville      |                                          |  |  |       |  |  |                                      |  |  |               |  |
|                                          | William Bonville | Margaret Grey                            |                                          |  |  |       |  |  |                                      |  |  |               |  |
| William Bonville, VI barone Harington    | William Bonville |                                          |                                          |  |  |       |  |  |                                      |  |  |               |  |
|                                          |                  | Elizabeth Harrington                     | William Harrington, V barone Harrington  |  |  |       |  |  |                                      |  |  |               |  |
|                                          |                  | Elizabeth Harrington                     | William Harrington, V barone Harrington  |  |  |       |  |  |                                      |  |  |               |  |
|                                          |                  | Elizabeth Harrington                     | Margaret Hill                            |  |  |       |  |  |                                      |  |  |               |  |
| Cecily Bonville, VII baronessa Harington |                  | Elizabeth Harrington                     |                                          |  |  |       |  |  |                                      |  |  |               |  |
|                                          |                  | Richard Neville, V conte di Salisbury    | Ralph Neville, I conte di Westmorland    |  |  |       |  |  |                                      |  |  |               |  |
|                                          |                  | Richard Neville, V conte di Salisbury    | Ralph Neville, I conte di Westmorland    |  |  |       |  |  |                                      |  |  |               |  |
|                                          |                  | Richard Neville, V conte di Salisbury    | Joan Beaufort, contessa di Westmorland   |  |  |       |  |  |                                      |  |  |               |  |
| Katherine Neville                        |                  | Richard Neville, V conte di Salisbury    |                                          |  |  |       |  |  |                                      |  |  |               |  |
|                                          |                  | Alice Montacute, V contessa di Salisbury | Thomas Montacute, IV conte di Salisbury  |  |  |       |  |  |                                      |  |  |               |  |
|                                          |                  | Alice Montacute, V contessa di Salisbury | Thomas Montacute, IV conte di Salisbury  |  |  |       |  |  |                                      |  |  |               |  |
|                                          |                  | Alice Montacute, V contessa di Salisbury | Eleanor Holland                          |  |  |       |  |  |                                      |  |  |               |  |
|                                          |                  | Alice Montacute, V contessa di Salisbury |                                          |  |  |       |  |  |                                      |  |  |               |  |